# Drummond (Oklahoma)
Drummond es un pueblo ubicado en el condado de Garfield en el estado estadounidense de Oklahoma. En el año 2010 tenía una población de 455 habitantes y una densidad poblacional de 758,33 personas por km².

## Geografía
Drummond se encuentra ubicado en las coordenadas 36°18′4″N 98°2′9″O / 36.30111, -98.03583 (36.300984, -98.035730).

## Demografía
Según la Oficina del Censo en 2000 los ingresos medios por hogar en la localidad eran de $37,188 y los ingresos medios por familia eran $45,313. Los hombres tenían unos ingresos medios de $28,594 frente a los $19,750 para las mujeres. La renta per cápita para la localidad era de $14,733. Alrededor del 13.8% de la población estaban por debajo del umbral de pobreza.